# NN-132
La carretera NN‑132 es una vía departamental secundaria ubicada en el departamento de Chontales, que conecta las localidades de La Libertad y San Francisco de Cuapa. Esta ruta mejora la conectividad de comunidades rurales del centro-sur del país.

## Trazado y cruces
| km   | Localidad / Punto      | Departamento | Conexión / Ruta |
| ---- | ---------------------- | ------------ | --------------- |
| 0,0  | La Libertad            | Chontales    | NN 131          |
| 6,8  | El Consuelo            | Chontales    | Camino rural    |
| 13,7 | San Francisco de Cuapa | Chontales    | Calle local     |

## Coordenadas
Uno de los tramos de la NN‑132 puede ser encontrado en las coordenadas: 11°27′43″N 84°00′26″O / 11.4620, -84.0072